# Darci Accorsi
Darci Accorsi (Nova Prata, Rio Grande do Sul, 13 de junho de 1945 – Goiânia, Goiás, 20 de novembro de 2014) foi um professor, filósofo e político brasileiro, que foi prefeito de Goiânia.

## Biografia
Darci é filho de Antônio Accorsi e Maria Elena Agostini Accorsi, é graduado em Filosofia pela Universidade de Caxias do Sul. Chegou a Goiás em 1972, onde lecionou na rede municipal de Itapuranga e, mais tarde, na Universidade Federal de Goiás e na Universidade Católica de Goiás.
É pai da deputada estadual Adriana Accorsi.

## Política
Foi fundador do Partido dos Trabalhadores (PT) em Goiás e candidato à deputado federal em 1982. Foi candidato a prefeito de Goiânia em 1985, perdendo para Daniel Antônio por poucos votos. Disputou o governo Goiás em 1986, ficando em terceiro lugar. Após isso, foi eleito vereador em Goiânia em 1988, deputado estadual em 1990 e prefeito de Goiânia em 1992.
Durante sua gestão, Accorsi lidou com divergências com os membros do PT e deixou a legenda ao final do mandato. Como prefeito, criou o "Orçamento Participativo", conhecido por "Goiânia Viva", e o projeto Cidadão 2000, que prestava assistência social a crianças e jovens de baixa renda.
Após passar pelo Partido Socialista Brasileiro (PSB), se filiou ao Partido Trabalhista Brasileiro (PTB), onde disputou sem sucesso os cargos de deputado estadual em 1998 e 2002 e prefeito de Goiânia em 2000. Nesta última, foi derrotado em segundo turno por Pedro Wilson Guimarães, adversário desde os tempos de militância no Partido dos Trabalhadores. Migrou ao Partido Liberal (PL), onde foi derrotado novamente na eleição para prefeito de 2004.
Foi presidente da Indústria Química do Estado de Goiás (IQUEGO), mas deixou o cargo após receber denúncias de corrupção, chegando a ser preso e depois liberado. Anos depois ele foi absolvido desta acusação. Em 2006, se candidatou novamente a deputado estadual e foi derrotado. Em 2009 retornou ao PT.

## Morte
Morreu em 20 de novembro de 2014, aos 69 anos, vítima de câncer de coluna e metástase no pulmão.